# 22254 Vladbarmin
22254 Vladbarmin è un asteroide della fascia principale. Scoperto nel 1978, presenta un'orbita caratterizzata da un semiasse maggiore pari a 2,3399477 UA e da un'eccentricità di 0,2614909, inclinata di 3,38354° rispetto all'eclittica.